# Chadwick
Chadwick és una vila dels Estats Units a l'estat d'Illinois. Segons el cens del 2009 tenia 475 habitants.

## Demografia
Segons el cens del 2000, Chadwick tenia 505 habitants, 210 habitatges, i 150 famílies. La densitat de població era de 609,3 habitants/km².
Dels 210 habitatges en un 32,9% hi vivien nens de menys de 18 anys, en un 61% hi vivien parelles casades, en un 6,2% dones solteres, i en un 28,1% no eren unitats familiars. En el 26,2% dels habitatges hi vivien persones soles el 17,1% de les quals corresponia a persones de 65 anys o més que vivien soles. El nombre mitjà de persones vivint en cada habitatge era de 2,4 i el nombre mitjà de persones que vivien en cada família era de 2,86.
Per edats la població es repartia de la següent manera: un 24,2% tenia menys de 18 anys, un 7,5% entre 18 i 24, un 24,4% entre 25 i 44, un 23,2% de 45 a 60 i un 20,8% 65 anys o més.
L'edat mediana era de 40 anys. Per cada 100 dones de 18 o més anys hi havia 96,4 homes.
La renda mediana per habitatge era de 39.583 $ i la renda mediana per família de 44.773 $. Els homes tenien una renda mediana de 31.250 $ mentre que les dones 23.594 $. La renda per capita de la població era de 16.617 $. Aproximadament el 10,4% de les famílies i el 10,9% de la població estaven per davall del llindar de pobresa.

## Poblacions properes
El següent diagrama mostra les poblacions més properes.